# Cèl·lula principal paratiroidal

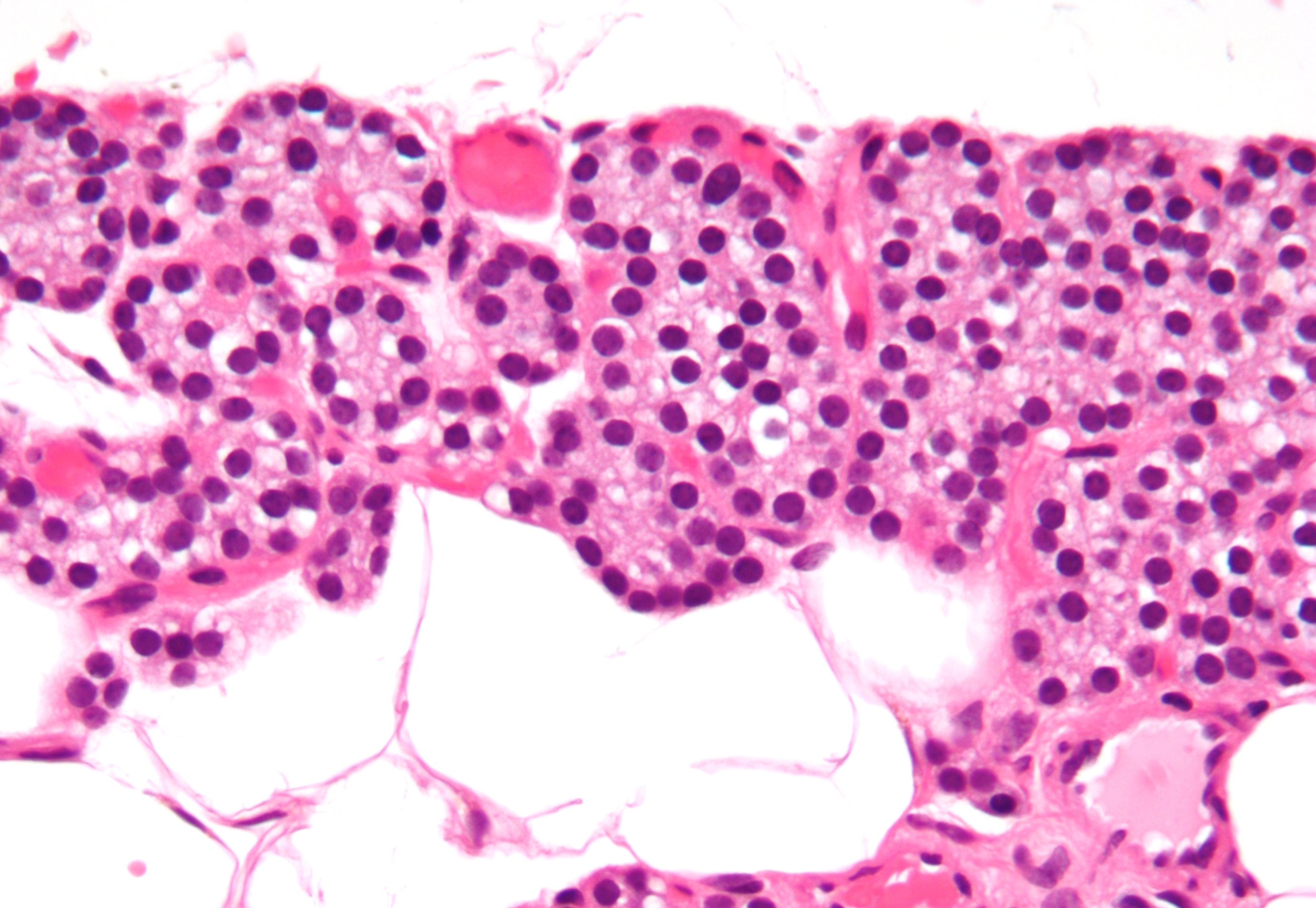
Microfotografia d'una glàndula paratiroides. Tinció d'HE.

Les cèl·lules principals paratiroidals (o simplement cèl·lules paratiroidals) són aquell tipus de cèl·lula encarregat de produir l'hormona paratiroidal o parathormona (PTH). Formen, juntament amb les cèl·lules oxifíliques i les cèl·lules aquoses, cadascuna de les glàndules paratiroides (ubicades al coll).
El resultat de l'augment de l'activitat d'aquestes cèl·lules a l'hora de produir PTH és un augment considerable dels nivells de calci al plasma sanguini. Les cèl·lules paratiroidals són un dels pocs tipus de cèl·lules que regulen els nivells de calci intracel·lulars a conseqüència de canvis en la concentració extracel·lular (plasmàtica) del calci.
El receptor sensor de calci (CaSR) és sensible als augments de calci plasmàtic i estimula el consum de calci de les cèl·lules principals paratiroidals. Aquest mecanisme és essencial, ja que forma un bucle de retroalimentació negativa en el qual la secreció d'hormona paratiroidal és regulada en resposta a l'augment de calci extracel·lular.